# Rejon gubkiński
Rejon gubkiński (ros. Губкинский район) – jednostka administracyjna wchodząca w skład obwodu biełgorodzkiego w Rosji. Administracyjnie rejon jest zespolony z gubkińskim okręgiem miejskim. Centrum administracyjnym obu jednostek jest miasto Gubkin.

## Geografia
Powierzchnia rejonu wynosi 1526,62 km².
Graniczy z rejonami: starooskolskim, prochorowskim, koroczańskim, czerniańskim (obwód biełgorodzki) oraz z manturowskim (obwód kurski).

## Historia
W chwili powstania rejonu w 1954 roku w jego współczesnych granicach istniały dwa rejony: bobrowodworski i skorodnieński. W 1959 administracyjne centrum rejonu bobrowodworskiego zostało przeniesione ze wsi Bobrowy Dwory do miasta Gubkin, a sam rejon zmienił nazwę na gubkiński. W 1963 mocą reformy administracyjnej rejon został zlikwidowany, ale w 1965 przywrócono go. W latach 90. XX wieku na terytorium rejonu powstała jednostka o nazwie miasto Gubkin i rejon gubkiński. W 2007 wszystkie jednostki w granicach rejonu starooskolskiego weszły w skład gubkińskiego okręgu miejskiego. Zamiast osiedli miejskich i wiejskich powstały terytorialne administracje.

## Demografia
W 2020 rejon zamieszkiwało 116 486 mieszkańców.

## Miejscowości
W skład rejonu, prócz miasta Gubkin, wchodzi 19 wiejskich administracji terytorialnych.